# Copris vankhaii
Copris vankhaii là một loài bọ cánh cứng trong họ Bọ hung (Scarabaeidae).